# 삿갓말

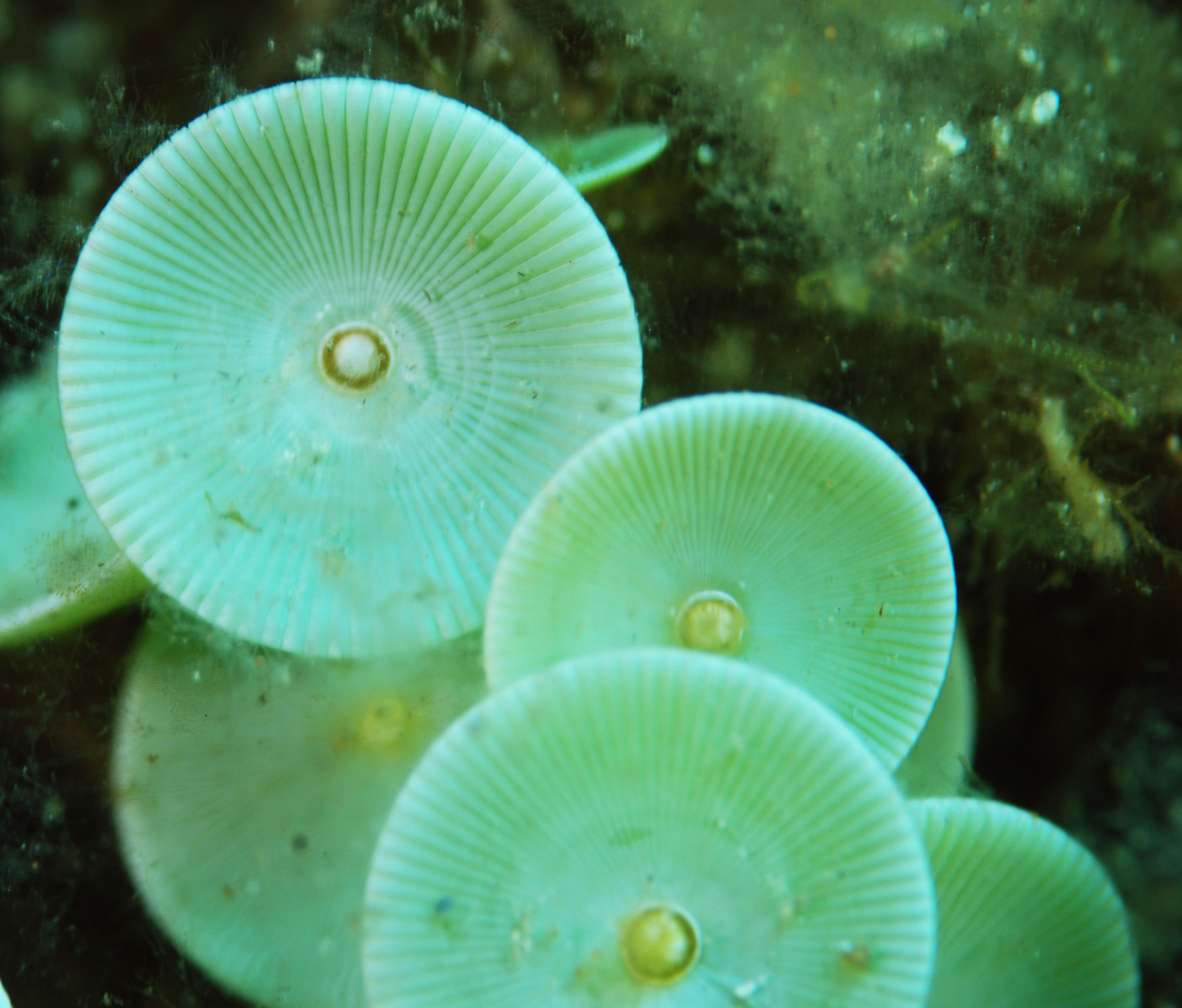

삿갓말의 생명 주기

삿갓말(Acetabularia acetabulum)은 열대 및 아열대의 산호초 해역에 살고 있는 아름다운 조류로, 그 모양은 마치 우산을 펴놓은 듯하다. 몸길이는 4-6cm로, 우산 부분은 생식 기관이며 이 안에 암·수배우자가 들어 있다. 어린 몸체는 단세포인 봉상체로 밑부분에 큰 복상핵 하나가 있다. 우산 모양이 만들어질 때 핵분열이 일어나서 다수의 핵이 생기며, 다시 생식 세포가 생길 때의 감수 분열 결과 단상의 핵을 가진 암·수배우자가 만들어진다. 그 후 헤엄쳐 나온 암·수배우자는 접합자를 만들고, 접합자는 발아하여 모체와 같은 모양으로 자라게 된다.
삿갓말의 무리에는 몇 가지 종류가 있는데, 대부분은 열대 및 아열대의 바다에 살고 있다. 특히, 최근에는 접붙이기에 의한 유전 실험이나 생리 실험 재료로 이 같은 삿갓말들이 많이 이용된다.